# Stachyris nigriceps
A Stachyris nigriceps a madarak osztályának verébalakúak (Passeriformes) rendjébe és a timáliafélék (Timaliidae) családjába tartozó faj.

## Rendszerezése
A fajt Edward Blyth angol zoológus írta le 1844-ben.

## Alfajai
- Stachyris nigriceps borneensis Sharpe, 1887
- Stachyris nigriceps coltarti Harington, 1913
- Stachyris nigriceps davisoni Sharpe, 1892
- Stachyris nigriceps dipora Oberholser, 1922
- Stachyris nigriceps hartleyi Chasen, 1935
- Stachyris nigriceps larvata (Bonaparte, 1850)
- Stachyris nigriceps natunensis Hartert, 1894
- Stachyris nigriceps nigriceps Blyth, 1844
- Stachyris nigriceps rileyi Chasen, 1936
- Stachyris nigriceps tionis Robinson & Kloss, 1927
- Stachyris nigriceps yunnanensis La Touche, 1921[2]

## Előfordulása
Dél- és Délkelet-Ázsiában, Banglades, Bhután, India, Kína, Indonézia, Laosz, Malajzia, Mianmar, Nepál, Thaiföld és Vietnám területén honos. 
Természetes élőhelyei a szubtrópusi vagy trópusi síkvidéki és hegyi esőerdők, cserjések, valamint ültetvények. Állandó, nem vonuló faj.

## Megjelenése
Testhossza 15 centiméter, testtömege 10-18 gramm.

## Természetvédelmi helyzete
Az elterjedési területe rendkívül nagy, egyedszáma ugyan csökken, de még nem éri el a kritikus szintet. A Természetvédelmi Világszövetség Vörös listáján nem fenyegetett fajként szerepel.